# Rebeliones Miao bajo la dinastía Ming
Las Rebeliones Miao fueron una serie de rebeliones de las tribus indígenas del sur de China contra la Dinastía Ming. Los ming derrotaron a los rebeldes con una fuerza abrumadora. Más tarde, bajo la Dinastía Qing, estalló otra serie de rebeliones miao.

## Rebeliones
En una de las primeras revueltas miao, en la década de 1370, varios miles de guerreros uigures de Turfán fueron enviados por el emperador Ming Zhū Yuánzhāng para derrotar a los rebeldes Miao en el Condado de Taoyuan de Changde, Hunan (en ese momento Hunan era parte de la provincia de Huguang). Todos los uigures recibieron títulos y se les permitió vivir en Changde, Hunan. El título del comandante uigur era “Gran General del Puesto de Pacificación del Sur de la Nación”. en chino tradicional, 鎮國定南大將軍; en chino simplificado, 镇国定南大将军; pinyin, zhèn guó dìngnán dàjiàng jūn. Los uigures estaban dirigidos por el general Hala Bashi, a quien el emperador Ming Hongwu concedió títulos y el apellido Jian (en chino tradicional, 簡; en chino simplificado, 简; pinyin, Jiǎn). Hasta hoy, viven en el condado de Taoyuan, en la provincia de Hunan. Las tropas de la etnia hui también fueron utilizadas por la dinastía Ming para derrotar a los Miao y a otros rebeldes indígenas de la zona, y también se asentaron en Changde, Hunan, donde todavía viven sus descendientes.
El 4 de mayo de 1449, los miao se rebelaron de nuevo. Los militares Ming enviaron al general Wang Ji para destruir a los rebeldes. Las rebeliones miao se extendieron por Huguang y Guizhou. Guizhou fue saqueada en 1459 y 1460 por las fuerzas gubernamentales, que saquearon la ciudad y vendieron a muchos de los residentes como esclavos. El eunuco Yuan Rangyang fue nombrado Gran Defensor de Huguang y Guizhou.
De nuevo estallaron múltiples rebeliones de los miao en la década de 1460. Los miao y los yao se rebelaron en 1464, y la revuelta se extendió por Guangxi, Hunan, Guizhou, Jiangxi y Guangdong. Los miao se reagruparon y se establecieron en todo el sur de China. En la frontera entre Hunan y Guizhou estallaron más rebeliones en 1466. Los Ming reunieron 1000 arqueros de caballería mongoles y 30 000 soldados en total para derrotar a los miao. El comandante Ming, el general Li Chen, que era un general con cargo hereditario, luchó contra las tribus indígenas durante décadas en el siglo XV y utilizó tácticas brutales contra ellas. Se empeñó en emprender campañas de exterminio contra los miao cada vez que se rebelaban —en 1467 y 1475, entre otros— y mató a miles de ellos.
Algunos subgrupos de miao se conocen como hmong. En el siglo XVI, la dinastía Ming envió a los chinos étnicos a establecerse en las zonas tribales de los hmong y otras tribus indígenas del suroeste.  Los ming enviaron 2000 soldados de guarnición para derrotar a los rebeldes hmong, y 40 000 rebeldes fueron masacrados. Sin embargo, en el año 1500 los hmong se rebelaron en las zonas de la provincia de Hunan y lucharon casi todos los años para conseguir su independencia del dominio imperial. El fervor y la tenacidad de estas tribus habían causado mucha discordia y malestar. La dinastía Ming construyó la muralla Hmong, de tres metros de altura y 160 kilómetros de largo, con puestos militares. Los hmong de Guizhou utilizaban armaduras de piel de búfalo o mallas de cobre y hierro, y armas como escudos, lanzas, cuchillos, ballestas y flechas envenenadas. Dos generales chinos que desertaron y se unieron a los hmong les dieron armas de pólvora, como rifles de pedernal, cañones y trabucos, y enseñaron a los rebeldes a fabricarlas.
Un relato sobre los orígenes de los hmong en Sichuan dice que los chinos ming de Guangdong derrotaron a los antepasados de los hmong y los trasladaron por la fuerza a Sichuan.
La denominación y clasificación china de las tribus del sur era a menudo imprecisa. Cuando los ming comenzaron a colonizar el sur, la clasificación de los nativos empezó a serlo.
El comandante ming aplastó una rebelión miao en 1460, y castró 1565 niños miao, lo que supuso la muerte de 329 de ellos.  Luego fueron convertidos en esclavos eunucos. El gobernador de Guizhou que ordenó la castración de los miao fue reprendido y condenado por el emperador Zhu Qizhen por hacerlo cuando el gobierno Ming se enteró del suceso. Como 329 de los chicos murieron, se necesitó castrar a más.